# Stephen Brislin
Stephen Brislin (nascut el 24 de setembre de 1956) és un prelat sud-africà de l'Església Catòlica Romana. És arquebisbe de Ciutat del Cap des del 2010. Va ser creat cardenal pel papa Francesc el 30 de setembre de 2023.

## Biografia
Stephen Brislin va néixer el 24 de setembre de 1956 a Welkom. És d'origen escocès i irlandès. Hi va estudiar primària i secundària al convent de Santa Agnès i a les escoles Germans Cristians. Va estudiar psicologia a la Universitat de Ciutat del Cap. Va estudiar filosofia al Seminari St. John Vianney de Pretòria i teologia al Missionary Institute de Mill Hill a Londres. Va obtenir una llicenciatura a la Universitat de Lovaina. Va ser ordenat sacerdot el 19 de novembre de 1983 per a la diòcesi de Kroonstad.
El papa Benet XVI el va nomenar bisbe de Kroonstad el 17 d'octubre de 2006.Va rebre la seva consagració episcopal el 28 de gener de 2007 de mans de Jabulani Adatus Nxumalo , OMI, arquebisbe de Bloemfontein.
El papa Benet va nomenar Brislin arquebisbe de Ciutat del Cap el 18 de desembre de 2009. Va ser instal·lat el 7 de febrer de 2010 al Velòdrom de Bellville.
Va ser president de la Conferència Episcopal Catòlica del Sud d'Àfrica del 2013 al 2019. Com a president de la conferència, va participar al Sínode sobre la Família d'octubre de 2014, on va ser elegit relator d'un dels seus deu grups de treball, on es va elogiar la seva obra. També va participar en la sessió de setembre de 2015.
El gener de 2018, Brislin va visitar la Franja de Gaza com a part de la Coordinació anual de Terra Santa, un esforç internacional dels bisbes en suport de la pau i la comunicació.
El 9 de juliol de 2023, el papa Francesc va anunciar que tenia previst nomenar-lo cardenal en un consistori previst per al 30 de setembre. En aquest consistori va ser nomenat cardenal sacerdot de Santa Maria Domenica Mazzarello.
El 4 d'octubre de 2023, el papa Francesc va nomenar Brislin membre del Dicasteri per a les Causes dels Sants.

## Honors
Brislin va rebre un Doctorat Honoris Causa en Lideratge Pastoral per la Oblate School of Theology, San Antonio, Texas , EUA, el 5 de maig de 2023.
 Gran Prior de la Lloctinència sud-africana de l'orde eqüestre del Sant Sepulcre de Jerusalem - 2009